# Bence Pásztor
Bence Pásztor (Hungría, 5 de febrero de 1994) es un atleta húngaro especializado en la prueba de lanzamiento de martillo, en la que consiguió ser campeón mundial juvenil en 2011.

## Carrera deportiva
En el Campeonato Mundial Juvenil de Atletismo de 2011 ganó la medalla de oro en el lanzamiento de martillo, llegando hasta los 82.60 metros que fue récord de los campeonatos, superando al turco Özkan Baltaci (plata con 78.63 metros) y al ucraniano Serhiy Reheda.